# Трипановый синий
Трипановый синий (4,4′-бис(1-гидрокси-8-амино-3,6-дисульфонафталиназо)-3,3′-диметилбифенила динатриевая соль) — органическое соединение с химической формулой C34H24N6Na4O14S4, прямой азокраситель, используемый для селективного окрашивания клеток и тканей. Синие или голубые кристаллы, плохо растворимые в воде и спирте. Впервые был синтезирован Паулем Эрлихом в 1904 году.
Синонимы: трипановый голубой, azidin blue 3B, benzamine blue 3b, clorazol blue 3b, congo blue 3B, dianil blue H3G, naphtamine blue 3BX, niagara blue 3B, trypan blue, Trypanblau, C. I. 477, C. I. 23850 (MLB). 

## Свойства
Имеет вид кристаллов с цветом от голубовато-зелёного до тёмно-синего, крупные кристаллы обладают бронзовым блеском. Молярная масса составляет 960,79 г/моль. Плохо растворим в воде (2 г/100 мл в холодной, 3 г/100 мл в горячей), водные растворы имеют тёмно-синий цвет. Также плохо растворим в целлозольве и этиловом спирте. Не растворим в диэтиловом эфире, хлороформе и других органических растворителях.
Водные растворы красителя образуют коллоидные системы, которые проявляют сильно выраженные свойства физиологической диффузии, что позволяет окрашивать живые ткани.

## Применение
Применяется в микроскопии для прижизненного окрашивания по Гольдману, также используется для гистологических целей.
Трипановый синий и трипановый красный ранее применялись в медицине для хемотерапии протозойных инфекций, например для лечения сонной болезни.